# Lista de cidades em Israel
A seguinte lista de cidades israelenses é baseado no atual índice do Escritório Central de Estatísticas de Israel. No sistema de Israel de governo local, um município urbano pode ser concedido a um conselho municipal pelo Ministério do Interior, quando a população for superior a 20.000. O termo "cidade" não costuma referir-se a municípios ou aglomerações urbanas, apesar de um número definido cidade frequentemente contém apenas uma pequena porção da população de uma área urbana ou região metropolitana.

## Cidades
Israel tem 14 cidades com população superior a 100.000 habitantes, incluindo Jerusalém, com  mais de 500.000 e Telavive, que é considerada uma cidade global. No total, existem 78 municípios israelense que possuem o estatuto de "cidade" pelo Ministério do Interior, a adição mais recente é o assentamento árabe-israelense de Kfar Qasim.
A lista inclui quatro cidades da Cisjordânia, uma área para a qual Israel não aplicou a sua soberania. Segundo a lei internacional, a Cisjordânia é considerada, de jure, um território que não faz parte de nenhum Estado. O Conselho de Segurança das Nações Unidas, a Assembléia Geral da ONU, o Tribunal Internacional de Justiça e o Comitê Internacional da Cruz Vermelha se referem ao território como uma área ocupada por Israel. A área e a população de Jerusalém inclui a de Jerusalém Oriental, que está incorporada dentro das suas fronteiras municipais e é considerada uma anexação de jure ao abrigo da Lei de Jerusalém e não é reconhecido pela comunidade internacional.
A seguinte tabela classificável lista todas as cidades israelenses por nome, distrito, área e população, de acordo com dados de 2006 do Escritório Central de Estatísticas de Israel:

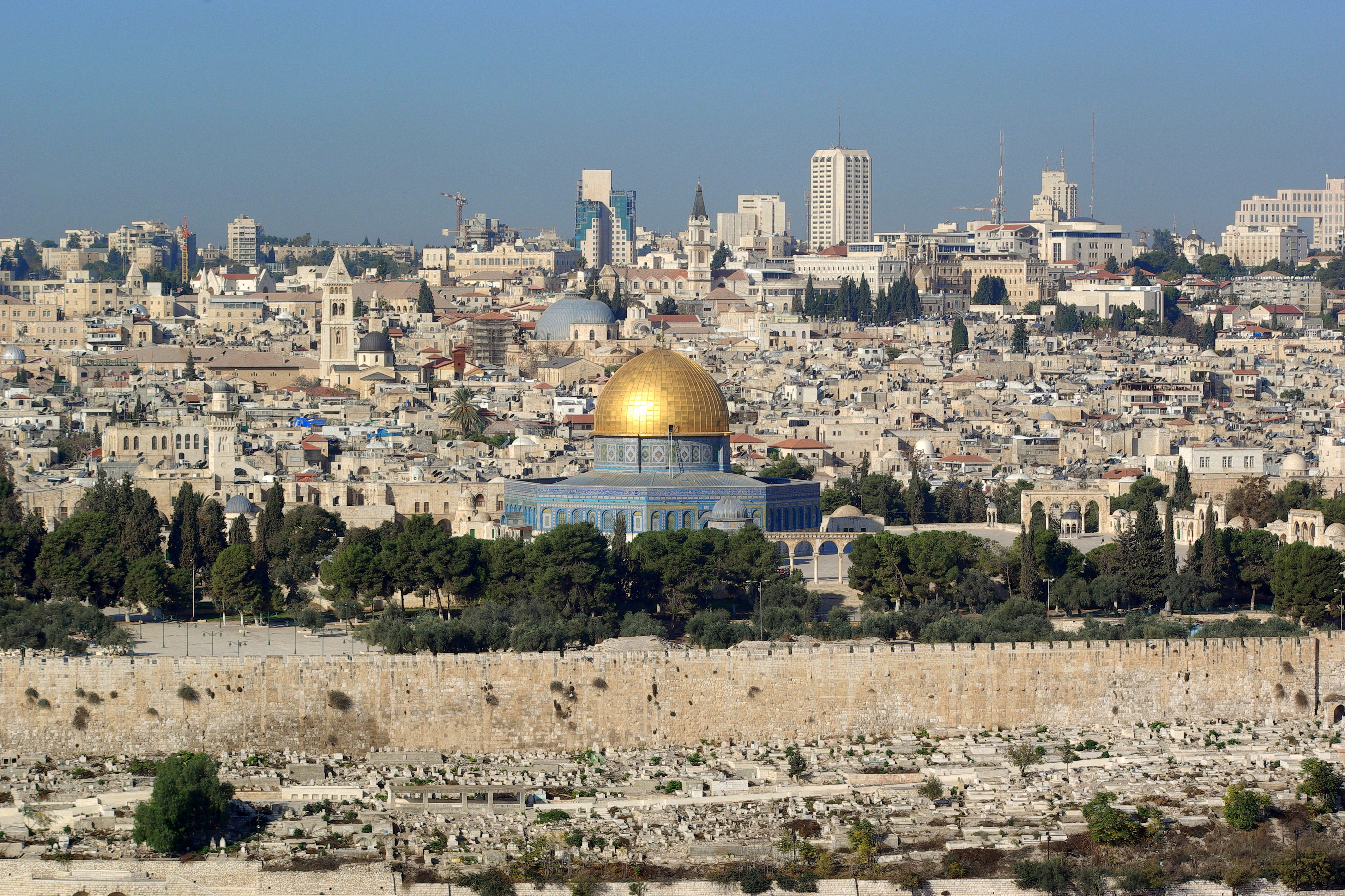
Jerusalém

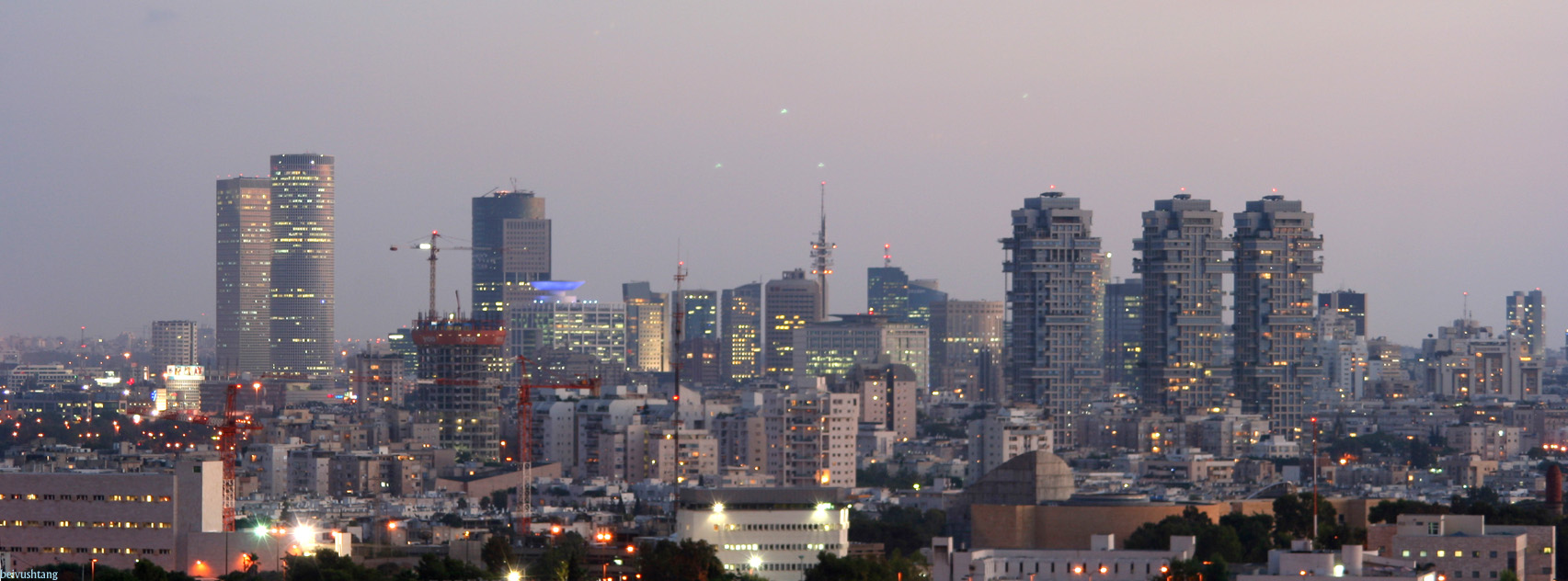
Telavive

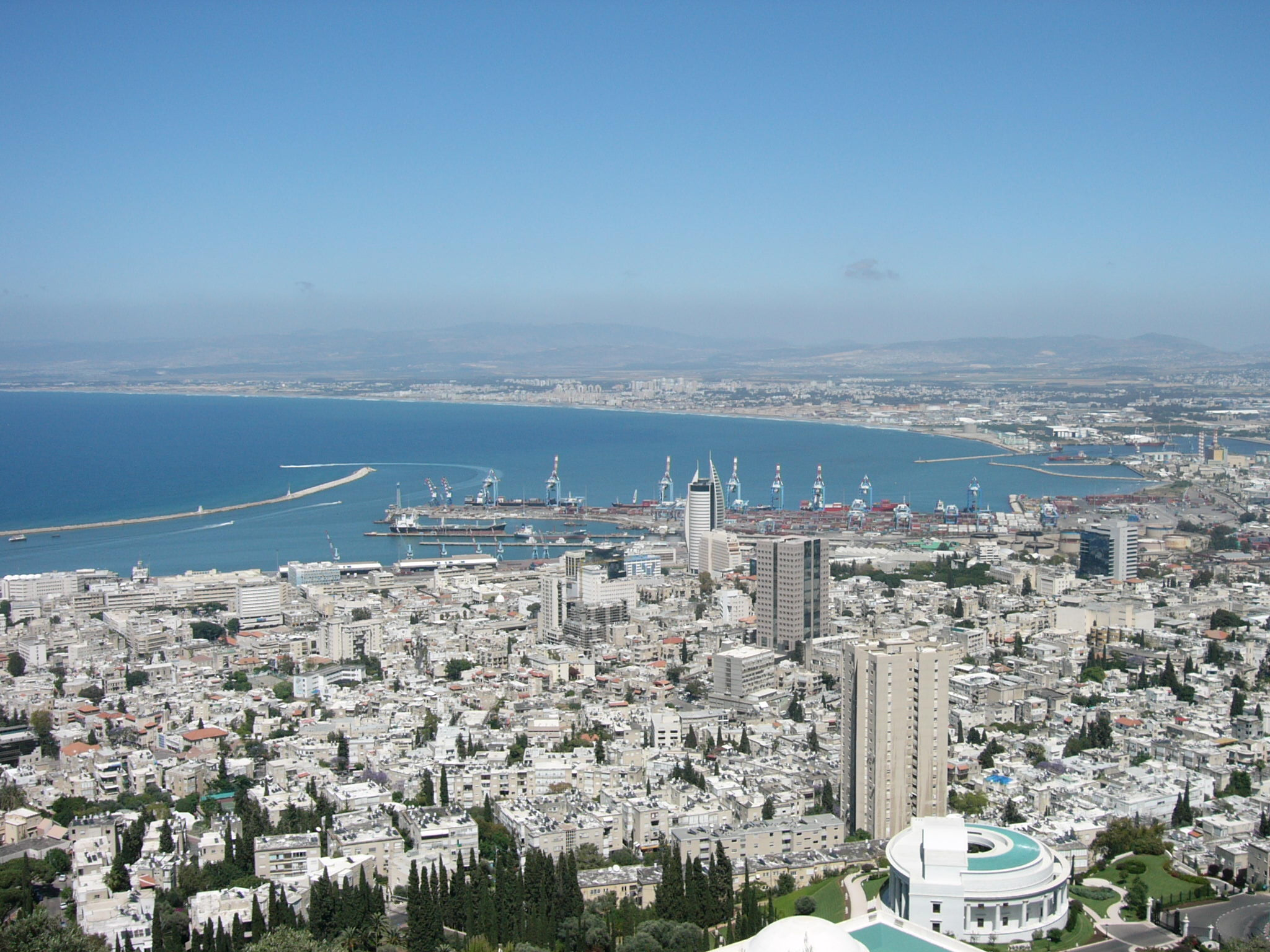
Haifa

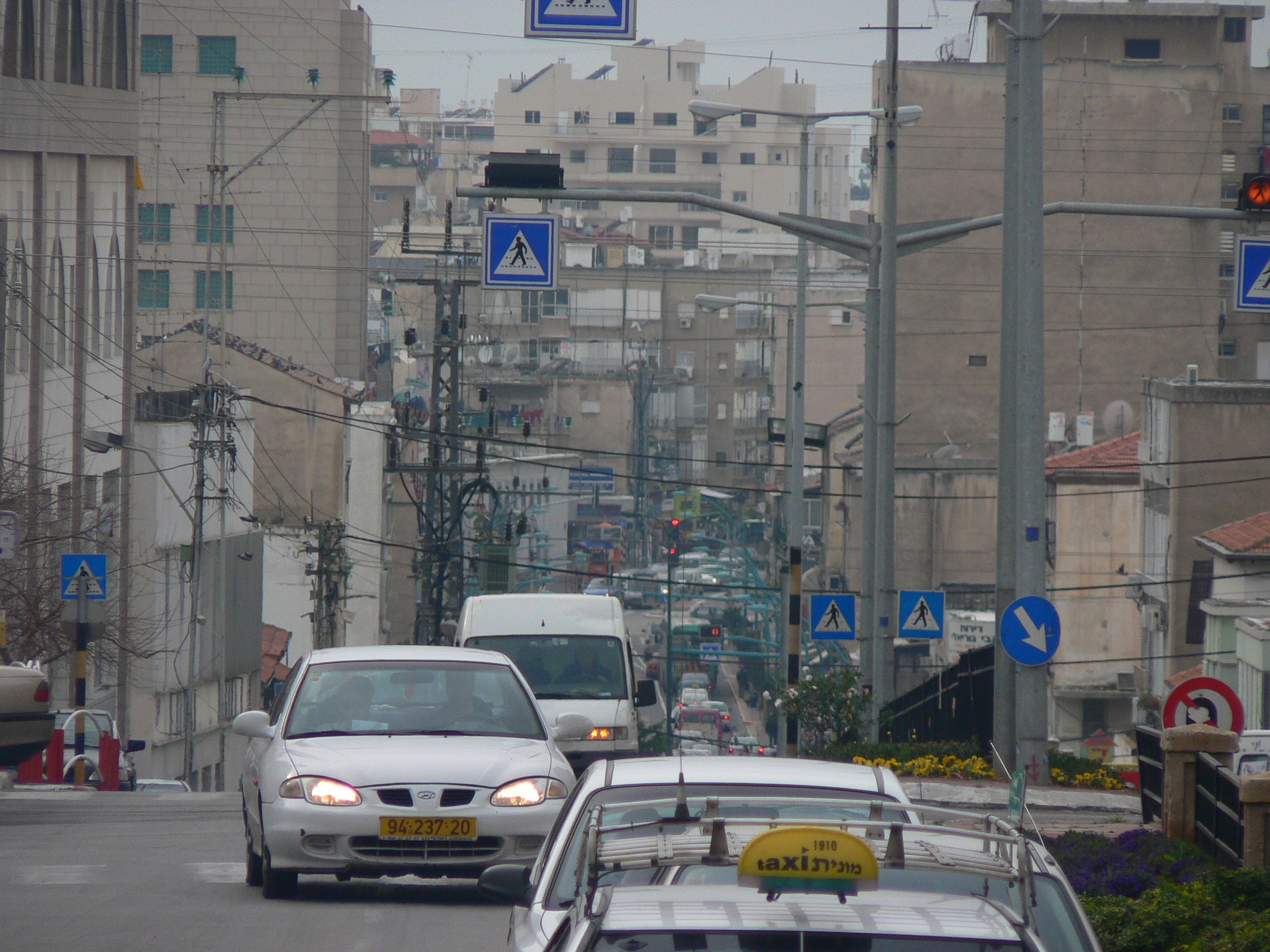
Rishon LeZion

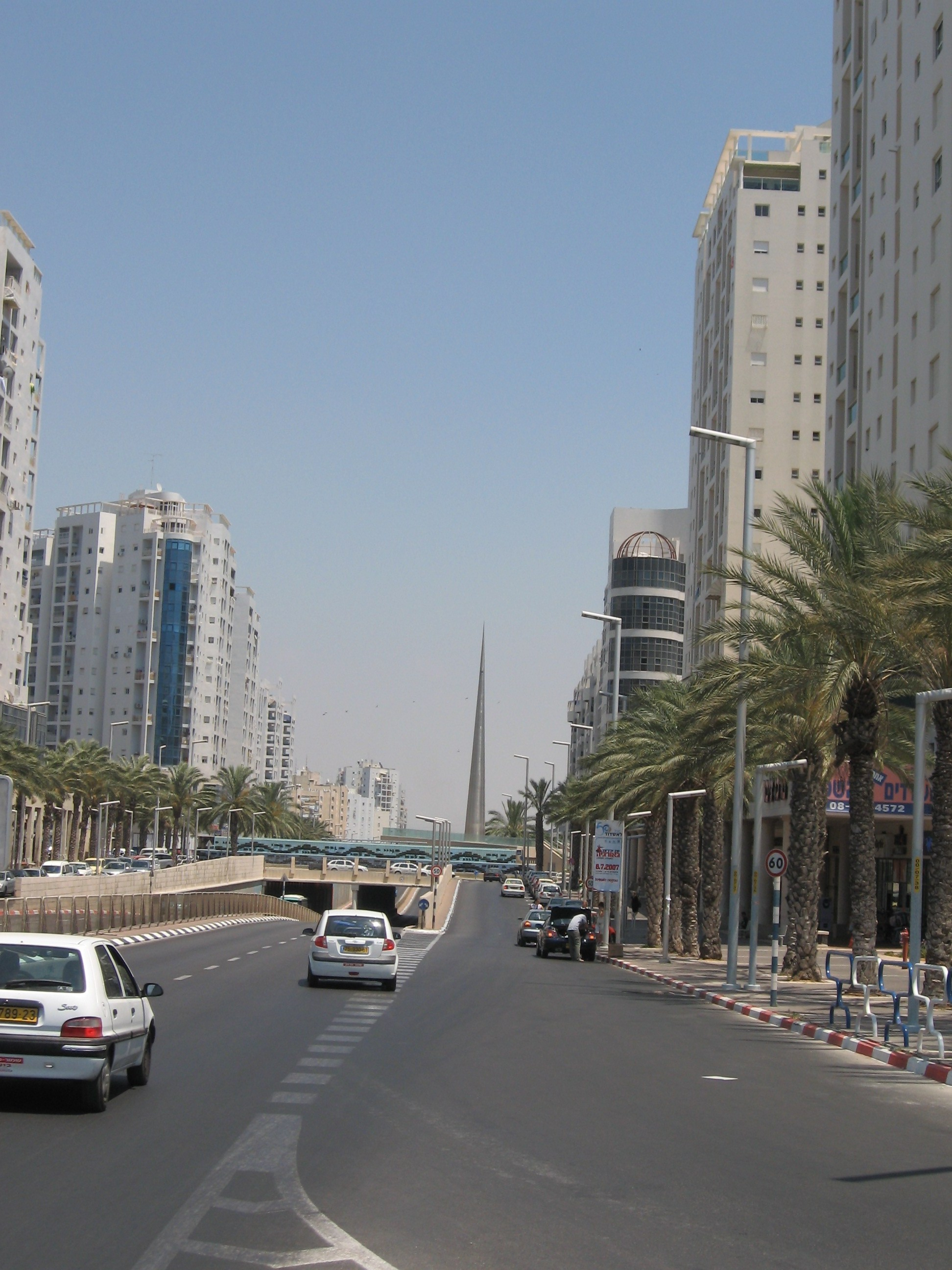
Asdode

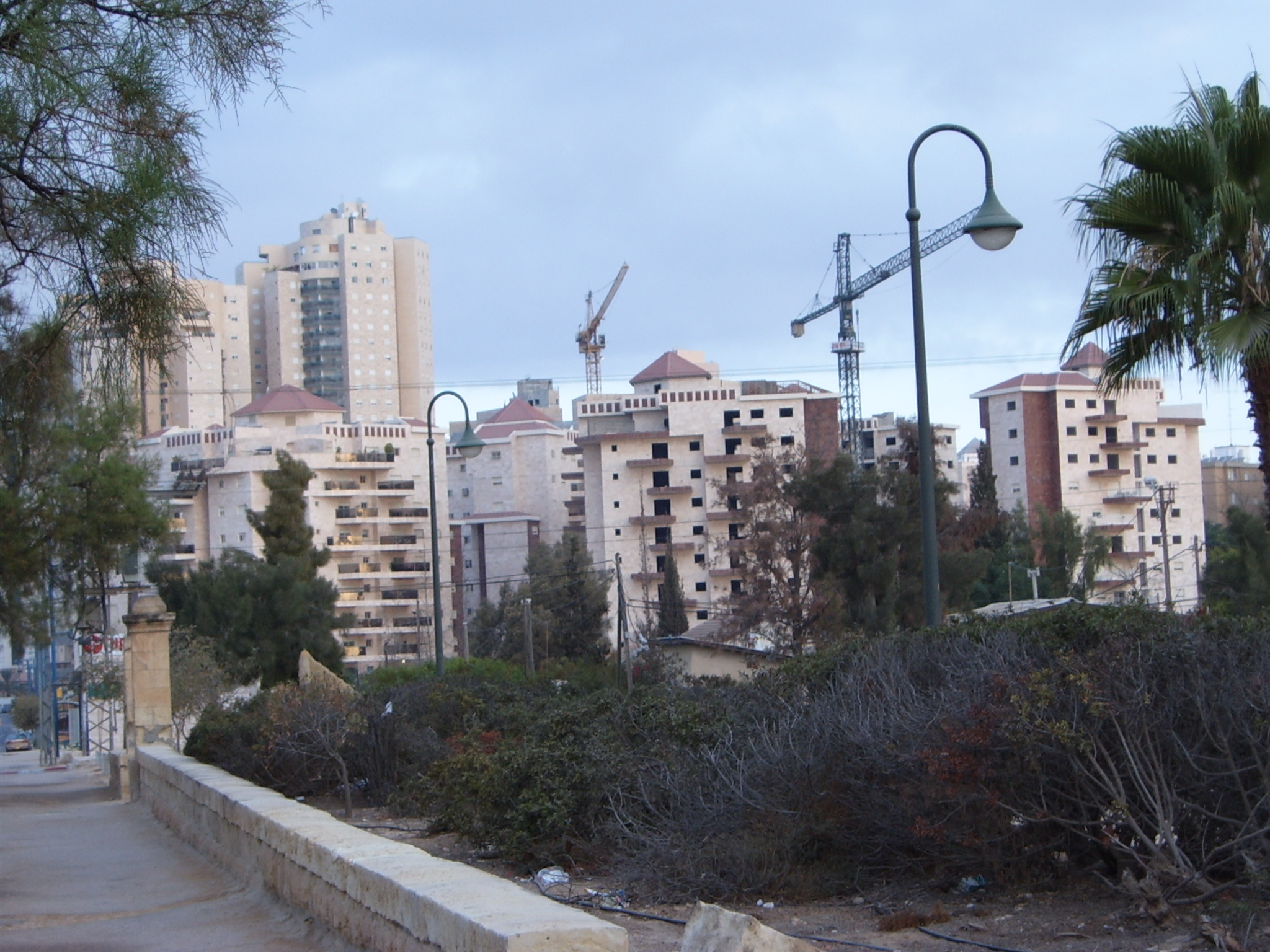
Bersebá

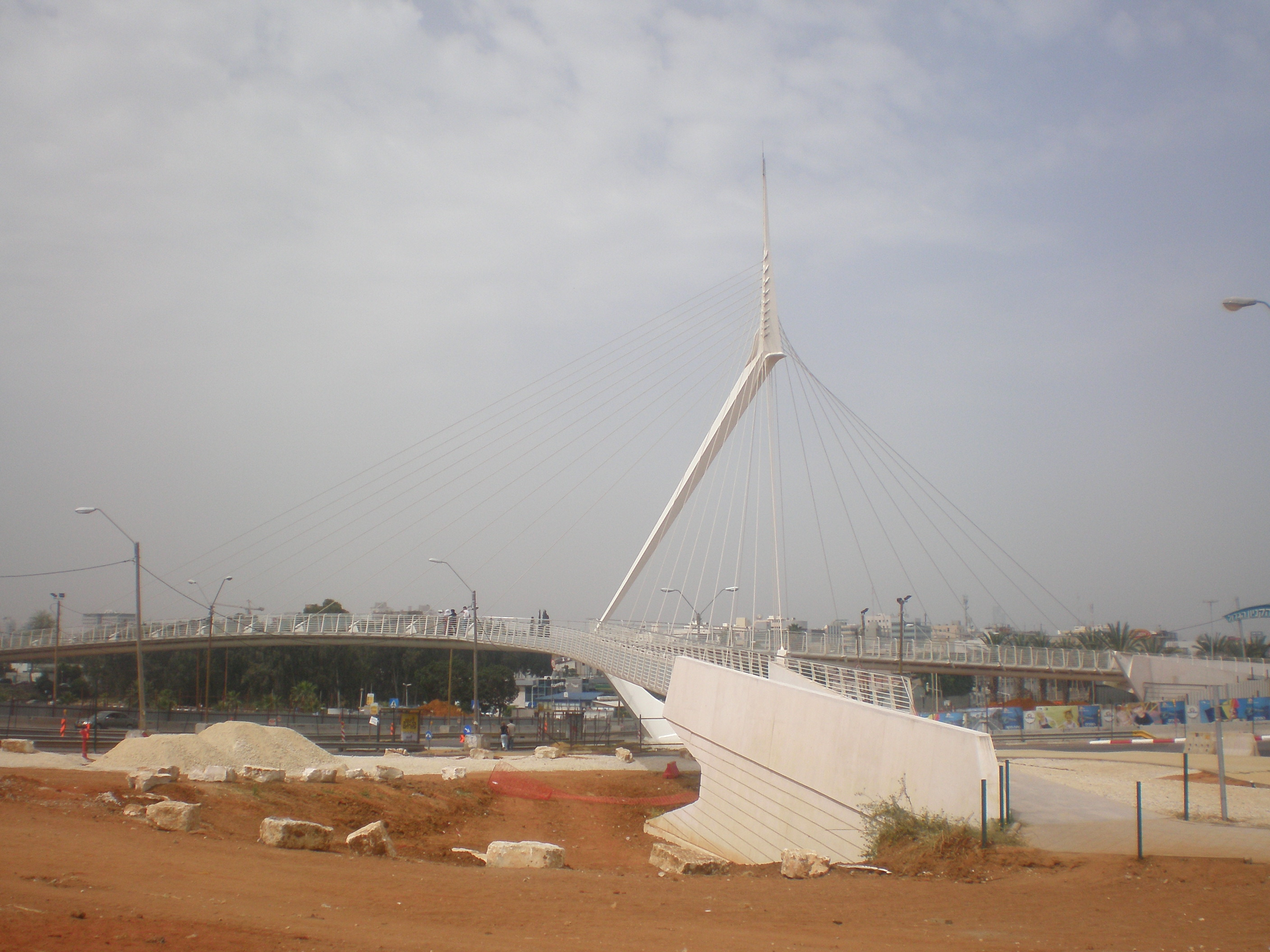
Petah Tikva

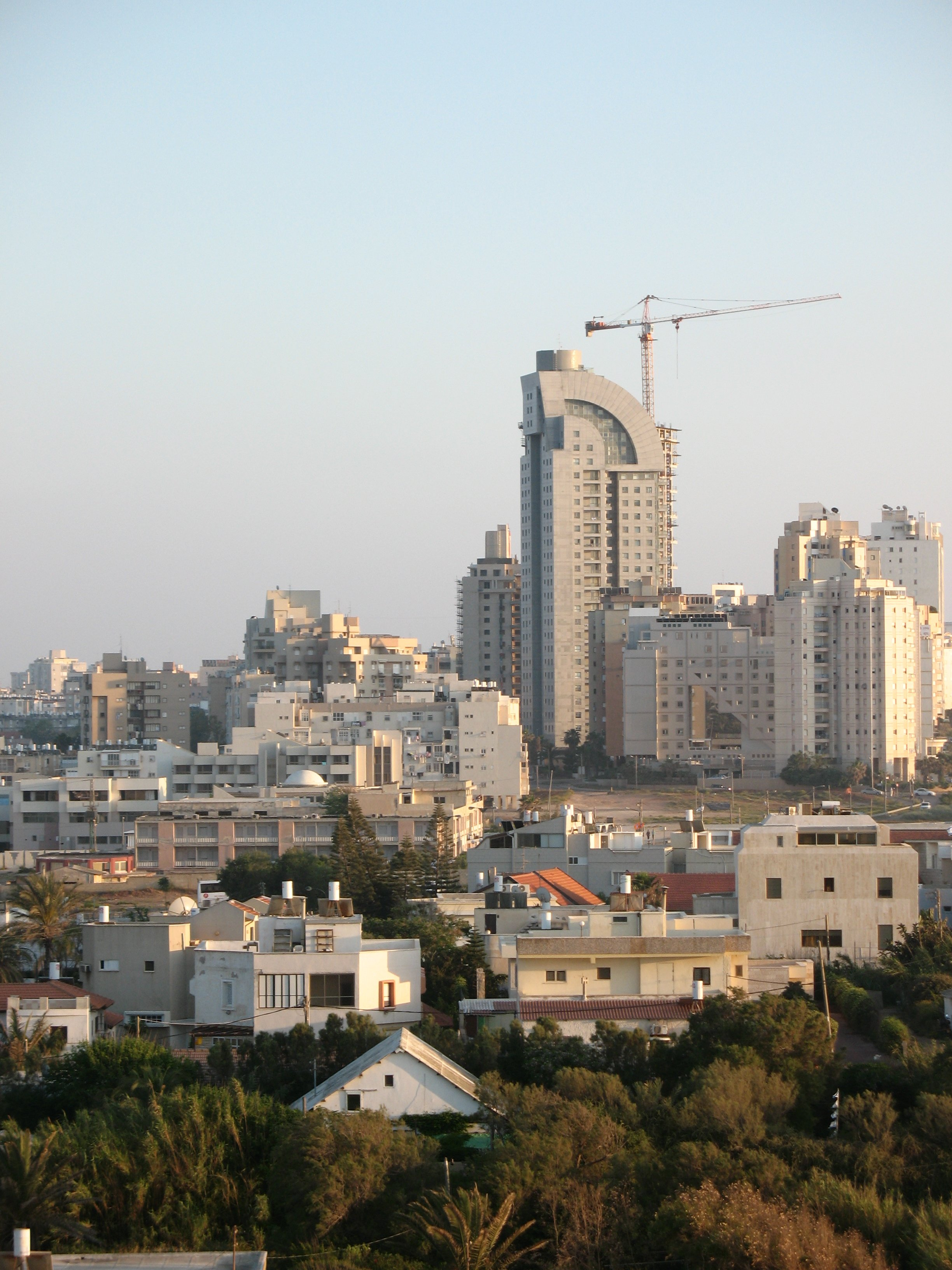
Netanya

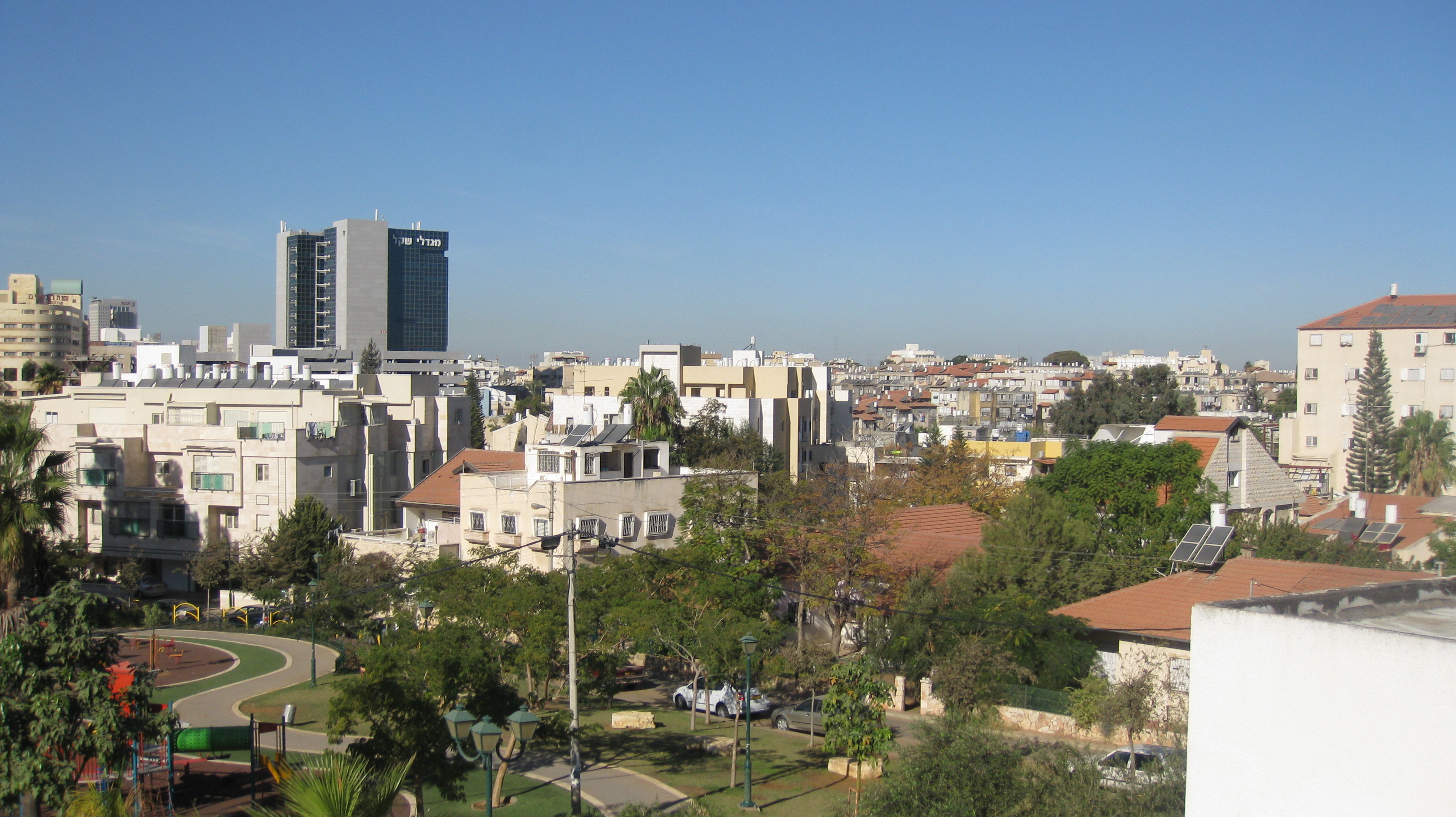
Bnei Brak (em primeiro plano)

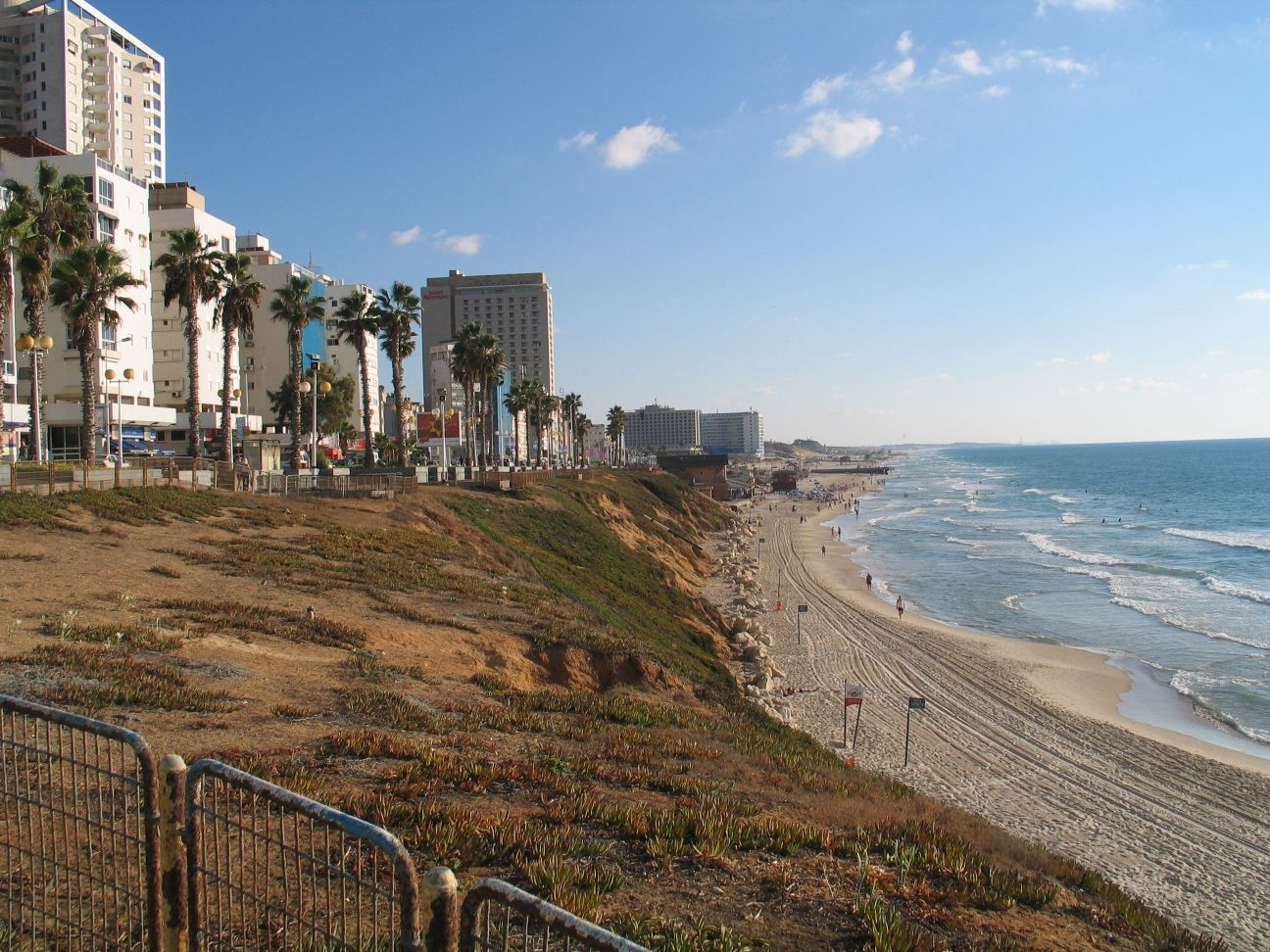
Bat Yam

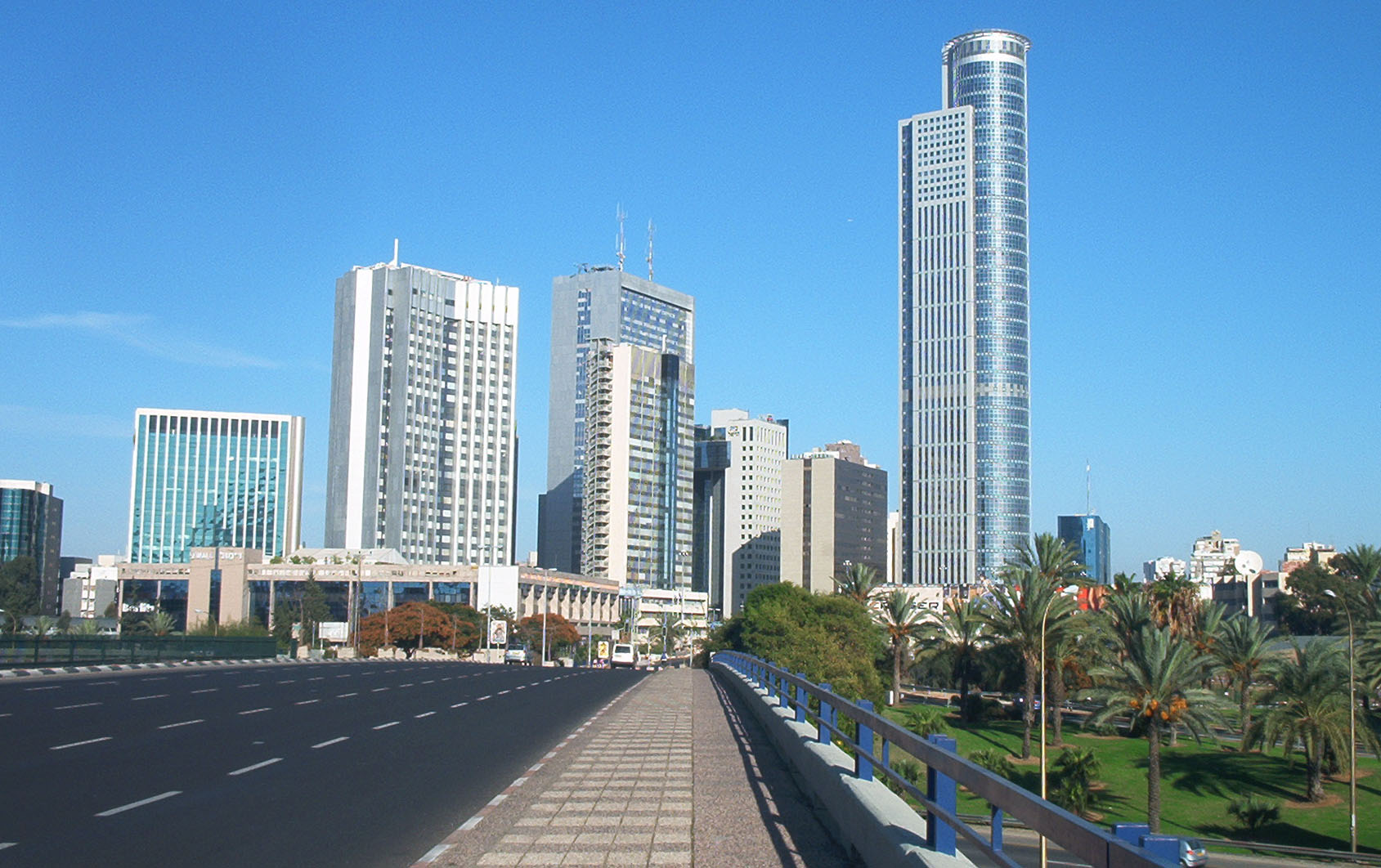
Ramat Gan

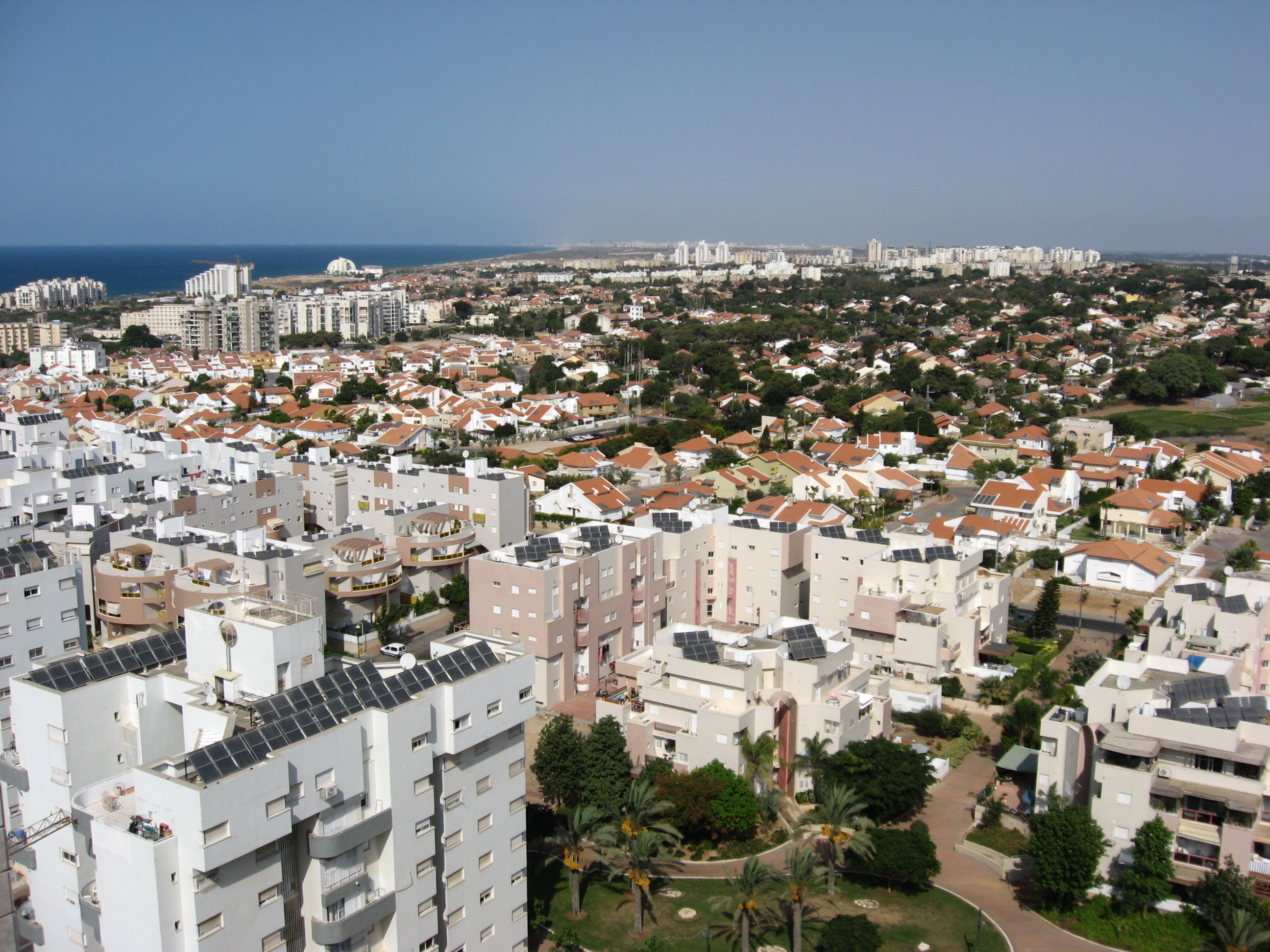
Ascalão